# 杭州地铁2号线
杭州地铁2号线，标识色为■丹桂橙，自萧山区朝阳站至余杭区良渚站，大致呈西北-东南走向，线路全长42.82公里，设33个站点，车站与线路全部位于地下。分为一期东南段13站，一期西北段11站，以及二期9站三个阶段建设。一期东南段于2014年11月24日开通运营，2017年12月27日，线路全线通车。同时，杭州地铁移动支付过闸项目开始试运行，支持旅客以支付宝扫码、银联闪付方式快速通过闸机，无须排队购票。

## 概况
一期工程全长30.5公里，因当时1号线仍在施工，杭州市政府部门担心同时进行两条地铁工程可能导致道路交通瘫痪，因此将2号线一期路段分为东南段工程（朝阳站至钱江路站）和西北段工程（钱江路站至丰潭路站）分开建设。东南段长约18.2公里，于2008年9月28日先期开工，先开工建设一路、建设三路两对相邻的停靠站，东南段于2014年11月建成通车，11月18日起开始免费试乘5天，平均每天有3万多人次试乘。其中钱江世纪城站因6号线施工和客流不足暂缓开通（列车越站通过）。行车间隔为8分45秒，平均停站40秒，钱江路站至朝阳站单程行车时间约31分钟。
11月24日开通一条公交专线，专门连接地铁2号线钱江路站与杭州地铁1号线的近江站，该公交中间不设站点全程约15分钟，对接驳换乘的乘客免费。该接驳专线在地铁4号线首通段于2015年2月2日9:30开通之时停运。
一期西北段和二期计划于2017年建成。一期西北段中的庆春广场站至古翠路站部分计划于2017年6月开通，但由于工期延误，最终官方确定于7月3日下午15:30开通。
二期和三期工程（丰潭路至良渚）于2017年12月27日17:00开通，其中下宁桥站暂缓开通。
2020年6月30日，下宁桥站开通。

## 车站信息
| 区段 | 站名       | 里程 （千米） | 换乘路线           | 所在地         | 站台形式       | 启用日期       |
| ---- | ---------- | ------------- | ------------------ | -------------- | -------------- | -------------- |
| 一期 | 朝阳       | 0             | —                  | 萧山区         | 地下二层岛式   | 2014年11月24日 |
| 一期 | 曹家桥     | 1.34          | —                  | 萧山区         | 地下二层岛式   | 2014年11月24日 |
| 一期 | 潘水       | 2.90          | —                  | 萧山区         | 地下二层岛式   | 2014年11月24日 |
| 一期 | 人民路     | 4.08          | —                  | 萧山区         | 地下二层岛式   | 2014年11月24日 |
| 一期 | 杭发厂     | 5.39          | —                  | 萧山区         | 地下二层岛式   | 2014年11月24日 |
| 一期 | 人民广场   | 6.55          | █ 5号线            | 萧山区         | 地下二层岛式   | 2014年11月24日 |
| 一期 | 建设一路   | 8.02          | —                  | 萧山区         | 地下二层岛式   | 2014年11月24日 |
| 一期 | 建设三路   | 9.17          | █ 7号线            | 萧山区         | 地下二层岛式   | 2014年11月24日 |
| 一期 | 振宁路     | 10.79         | —                  | 萧山区         | 地下二层岛式   | 2014年11月24日 |
| 一期 | 飞虹路     | 12.37         | —                  | 萧山区         | 地下二层岛式   | 2014年11月24日 |
| 一期 | 盈丰路     | 13.60         | █ 15号线（建设中） | 萧山区         | 地下二层岛式   | 2014年11月24日 |
| 一期 | 钱江世纪城 | 14.54         | █ 6号线            | 萧山区         | 地下二层岛式   | 2016年4月28日  |
| 一期 | 钱江路     | 18.00         | █ 4号线 █ 9号线    | 上城区         | 地下二层双岛式 | 2014年11月24日 |
| 一期 | 庆春广场   | 18.93         | —                  | 上城区         | 地下二层岛式   | 2017年7月3日   |
| 一期 | 庆菱路     | 20.16         | —                  | 上城区         | 地下二层岛式   | 2017年7月3日   |
| 一期 | 建国北路   | 21.63         | █ 5号线            | 拱墅区         | 地下二层岛式   | 2017年7月3日   |
| 一期 | 中河北路   | 22.56         | —                  | 拱墅区         | 地下二层岛式   | 2017年7月3日   |
| 一期 | 凤起路     | 23.30         | █ 1号线            | 拱墅区         | 地下三层岛式   | 2017年7月3日   |
| 一期 | 武林门     | 24.59         | █ 3号线            | 拱墅区/ 西湖区 | 地下二层岛式   | 2017年7月3日   |
| 一期 | 沈塘桥     | 25.87         | █ 19号线           | 拱墅区/ 西湖区 | 地下二层岛式   | 2017年7月3日   |
| 一期 | 下宁桥     | 27.02         | —                  | 西湖区         | 地下二层岛式   | 2020年6月30日  |
| 一期 | 学院路     | 27.94         | █ 10号线           | 西湖区         | 地下二层岛式   | 2017年7月3日   |
| 一期 | 古翠路     | 29.05         | —                  | 西湖区         | 地下二层岛式   | 2017年7月3日   |
| 一期 | 丰潭路     | 30.50         | —                  | 西湖区         | 地下二层岛式   | 2017年12月27日 |
| 二期 | 文新       | 31.79         | —                  | 西湖区         | 地下二层岛式   | 2017年12月27日 |
| 二期 | 三坝       | 32.95         | █ 5号线            | 西湖区         | 地下二层岛式   | 2017年12月27日 |
| 二期 | 虾龙圩     | 34.14         | —                  | 西湖区         | 地下二层岛式   | 2017年12月27日 |
| 二期 | 三墩       | 35.38         | —                  | 西湖区         | 地下二层岛式   | 2017年12月27日 |
| 二期 | 墩祥街     | 36.65         | —                  | 拱墅区         | 地下二层岛式   | 2017年12月27日 |
| 二期 | 金家渡     | 37.58         | █ 4号线            | 余杭区         | 地下二层岛式   | 2017年12月27日 |
| 二期 | 白洋       | 39.37         | —                  | 余杭区         | 地下二层岛式   | 2017年12月27日 |
| 二期 | 杜甫村     | 41.24         | —                  | 余杭区         | 地下二层岛式   | 2017年12月27日 |
| 三期 | 良渚       | 42.62         | —                  | 余杭区         | 地下二层岛式   | 2017年12月27日 |

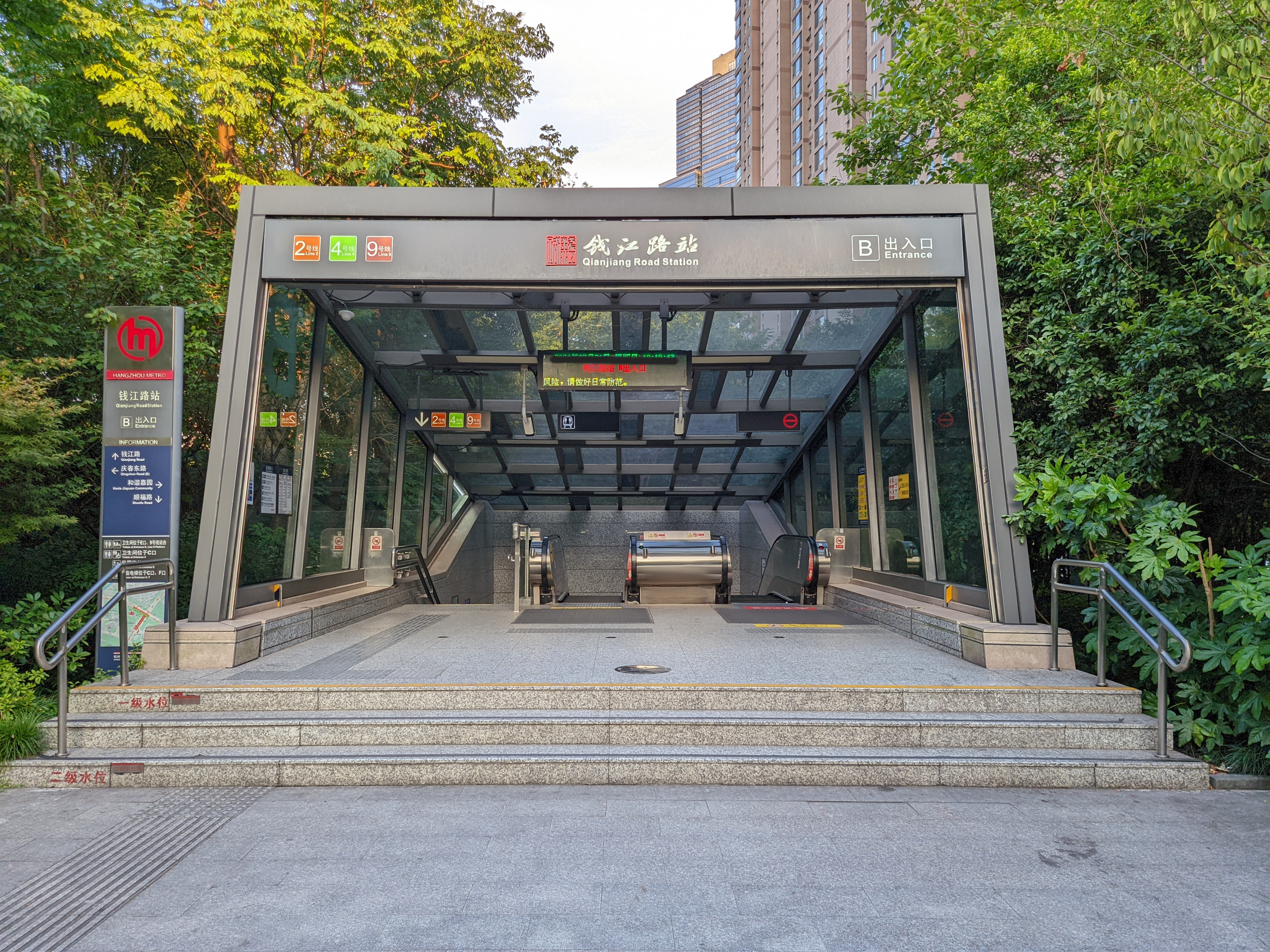
钱江路站B出入口

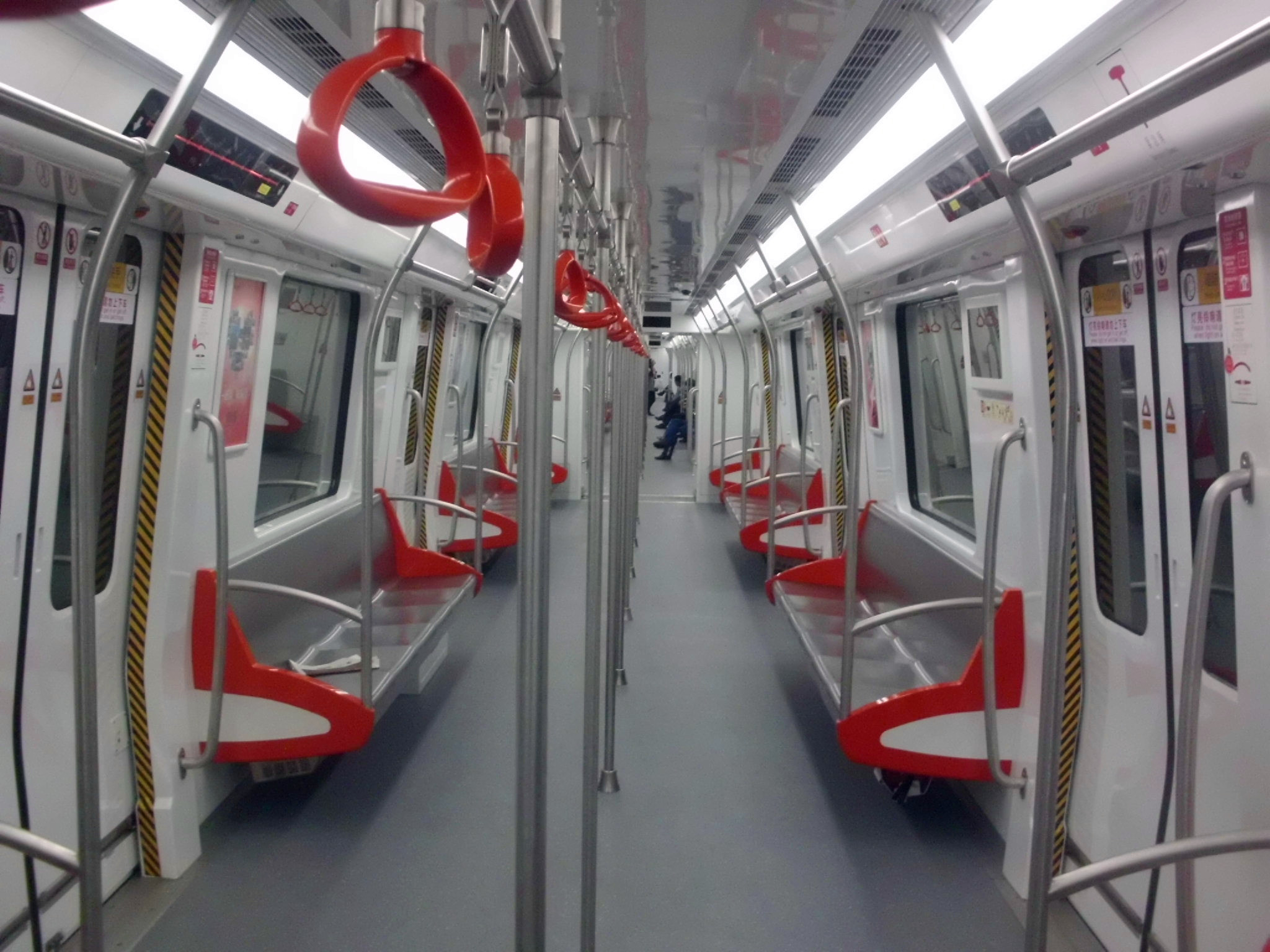
列车车厢

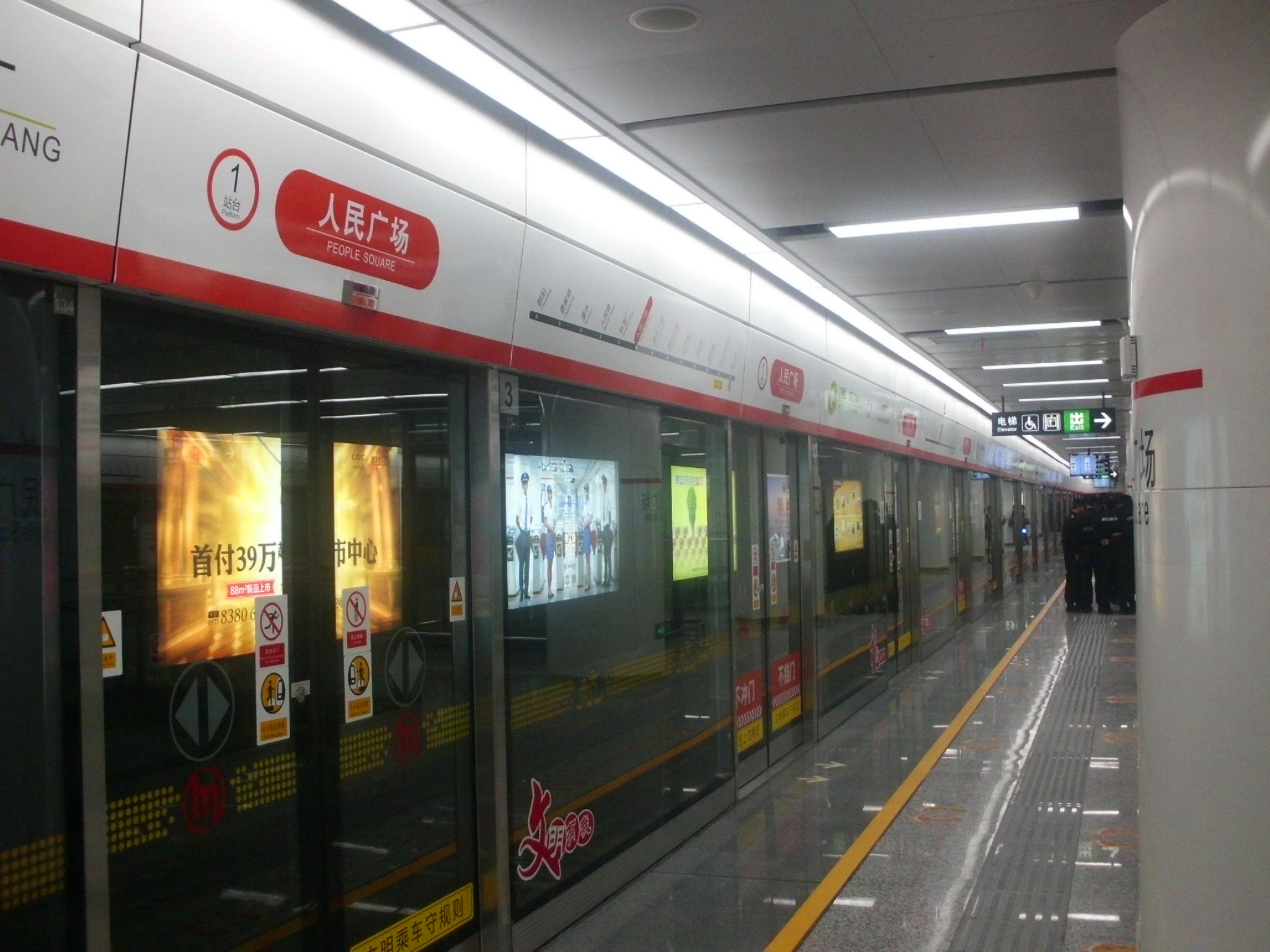
人民广场站站台

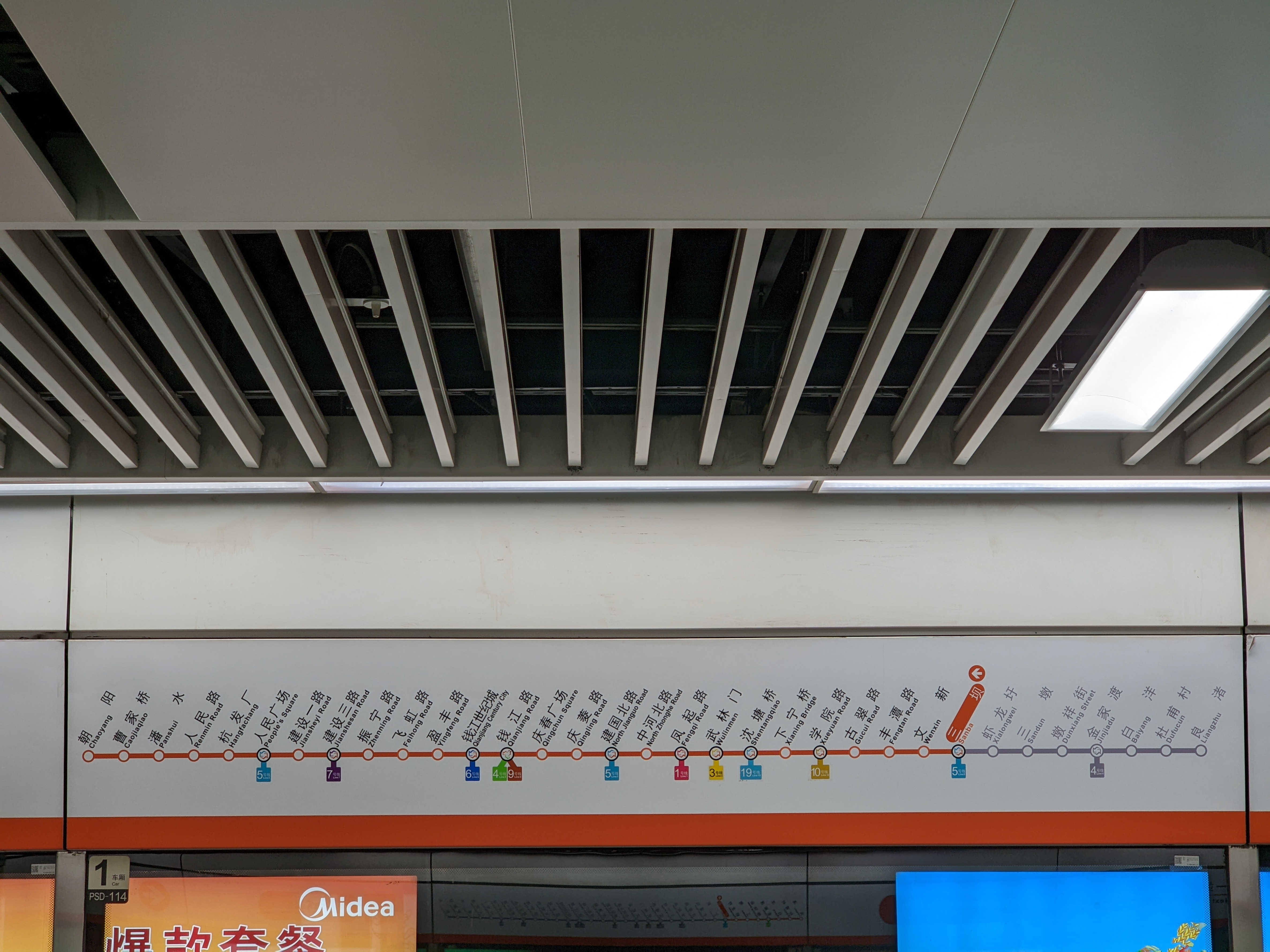
2号线站名表，摄于三坝站

一期站名有7个与工程名不同。东南段在萧山区内有12座停靠站，全部沿萧山区南北走向的主干道市心路周边设置。

## 设计
杭州地铁2号线主题设计为“杭城烟雨”。设计有氤氲云水感觉的湖蓝、浅绿色系。按照“一线一景类型化”的设计理念进行，每个站点各有风味。整体效果大气现代，细节处又优雅细腻。但在最终车站建设中，大部分车站都取消了原有设计的颜色，改用黑白灰样式，并在部分车站改用全新设计。非特色站装修风格基本统一，只不过在颜色和局部细节上有不同。另外在站台上还设置有少量水墨画风格的石凳供乘客临时休息。
- 钱江路站“波浪”装饰
- 庆春广场站纵贯样式照明。
- 建国北路站纺织文化天花板
- 凤起路站“丝路凤羽”凤凰装饰
- 武林门站弧形拱顶
- 学院路站“书本”造型
- 三坝站方格形灯板装饰
- 良渚站良渚文化玉琮主题装饰

## 车辆段
2号线拥有两个车辆基地，分别是蜀山车辆段和双桥停车场。
蜀山车辆段在朝阳站以南，用于2号线列车的停放和各类养护，同时承担4号线列车的高级养护工作。
双桥停车场位于良渚站南侧，用于2号线列车的停放和普通养护。

## 换乘车站
目前运营及在建共有以下个车站可以换乘其他地铁线路
- 凤起路站 - 与 █ 1号线换乘
- 武林门站 - 与 █ 3号线换乘
- 钱江路站、金家渡站 - 与 █ 4号线换乘
- 人民广场站、建国北路站、三坝站 - 与 █ 5号线换乘
- 钱江世纪城站 - 与 █ 6号线换乘
- 建设三路站 - 与 █ 7号线换乘
- 钱江路站 - 与 █ 9号线换乘
- 学院路站 - 与 █ 10号线换乘
- 盈丰路站 - 与 █ 15号线换乘
- 沈塘桥站 - 与 █ 19号线换乘

## 历史

2号线一期开通初期，列车在钱江路站实行站前折返

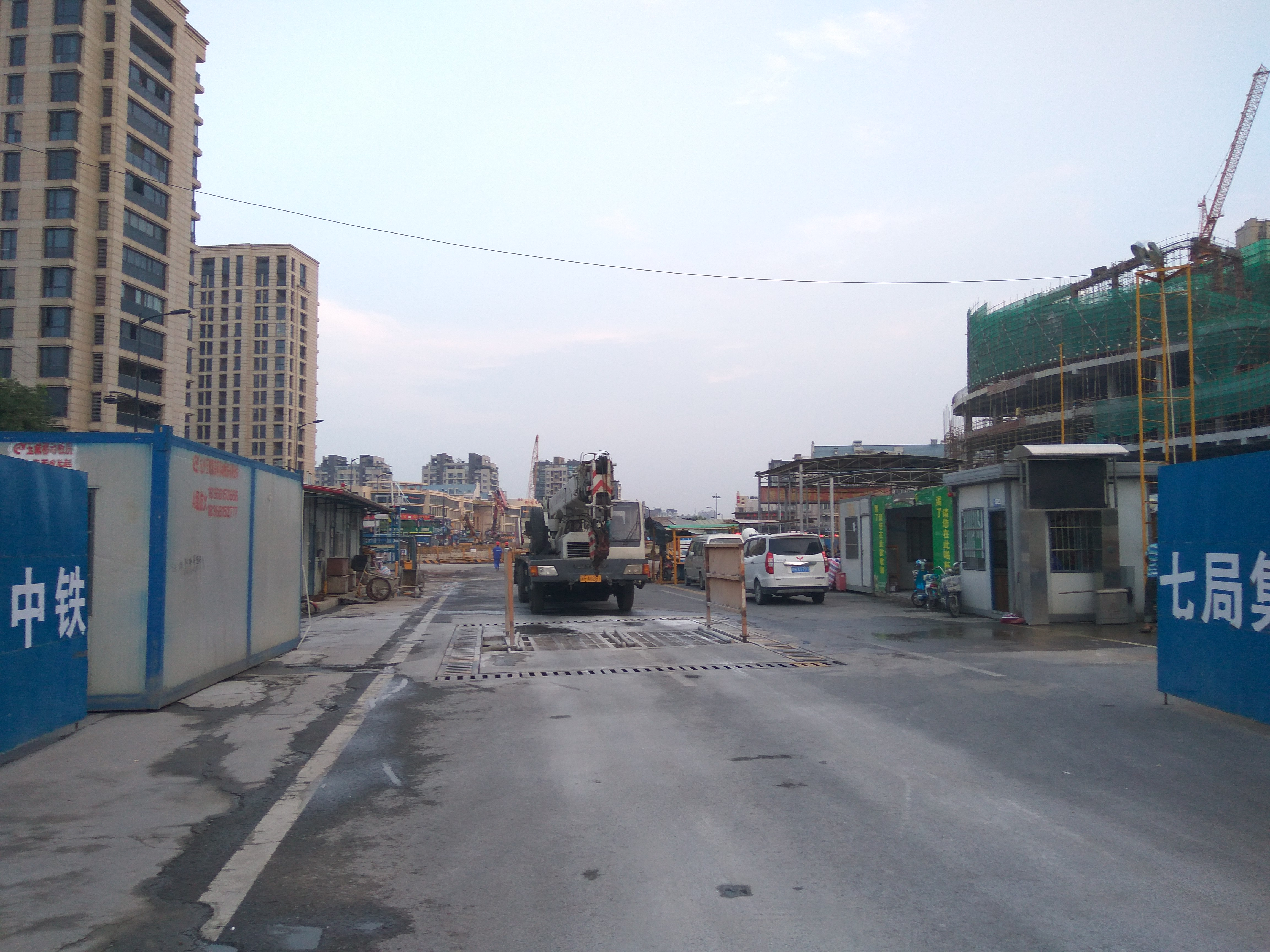
西北延伸段金家渡站建设中（2016年8月）

- 2001年3月，随原萧山市及余杭市划归杭州市，本线随规划变更而增加[18]。2号线最初规划全长约48.817km，其中地下线37.567km，高架线10.88km，地上地下过渡段0.37km。共设车站35座，其中地下站29座，高架站6座。[19][20]
- 2008年4月14日，国家发改委批复地铁2号线一期工程可行性研究报告。
- 2008年7月14日，省发改委批复同意杭州地铁2号线一期工程初步设计。
- 2008年9月28日，2号线东南段开工。
- 2010年12月22日，2号线首台盾构机下井组装，进入盾构施工阶段。
- 2011年9月29日，2号线西北段开工。
- 2012年9月30日，2号线钱江世纪城站-朝阳站的主体结构全部完工。[21]
- 2013年，为配合3号线南移，2号线武林门站规划向南移动200m，沈塘桥站也有微调[22]
- 2013年6月17日，2号线一期工程东南段全线“洞通”。
- 2013年8月30日，东南段全线“轨通”。
- 2013年9月26日，2号线首列车运抵杭州。[23]
- 2013年11月19日，东南段完成冷滑试验。
- 2013年11月28日，东南段实现全线电通。
- 2013年11月29日，东南段完成热滑试验。
- 2014年3月1日，东南段开始空载试运行。
- 2014年6月16日，二期工程初步设计获省发改委批复。
- 2014年7月24日到28日，东南段通过专家评审。
- 2014年11月18日到22日，2号线东南段开展免费试乘体验活动，此次活动共发放试乘体验票25万张。5天共约16.76万人参与试乘。
- 2014年11月24日9:15分，2号线东南段开通运营（其中钱江世纪城站暂缓开通）。
- 2015年1月16日，2号线西北延伸段二期开工。
- 2016年4月26日，杭州市政府正式批准了2号线二期工程9个车站的站名，二期站名有7个与工程名不同。[24]，并将二期，三期的高架线取消，改为地下线。[25]
- 2016年4月28日，钱江世纪城站正式开通。
- 2016年6月29日，西北段隧道全线贯通，并同时开始铺轨作业。
- 2017年1月26日，西北段轨道全线贯通。
- 2017年2月26日，西北段通电热滑成功。
- 2017年3月5日，开始西北段试车。[26]
- 2017年5月16日，开始联调试运营。列车到达一期终点站钱江路后，不进行站前折返，而是清客后继续开往古翠路方向[27]。
- 2017年6月9日，2号线在钱江路恢复站前折返运营模式。[28]。
- 2017年6月30日，2号线在钱江路取消站前折返运营模式，进行全线贯通运行。[29]。
- 2017年7月3日下午15:30，2号线西北段（庆春广场-古翠路）正式开通。
- 2017年11月23日，开始二期三期试运行，列车在古翠路站清客后将不进行折返，而是直接开往良渚方向。
- 2017年12月27日17:00，二期三期正式开通，2号线全线通车。
- 2020年6月30日，下宁桥站开通运营。

## 票价
2号线东南段计价方式和1号线一样，按里程分段计价。算下来，长18公里的东南段的最高票价为5元。在免票和优惠购票政策方面，2号线东南段和1号线基本一样，普通乘客购买储值卡刷卡坐地铁享受票价9.1折优惠。至2017年底2号线全部建成，从朝阳站到良渚站全长42.82公里需时80分钟票价为9元。
使用银行卡或移动终端(如Apple Pay、Samsung Pay、Huawei Pay等)进出闸机的乘客，在进站时会收到按最高票价完成的预授权金额，出站后按正常票价扣款。如果未能成功刷卡出站或出站记录与进站记录不匹配，则会强制扣除最高票价的金额或者卡内余额。对此情况，持卡人可于7日内向车站客服中心申诉。

## 使用列车

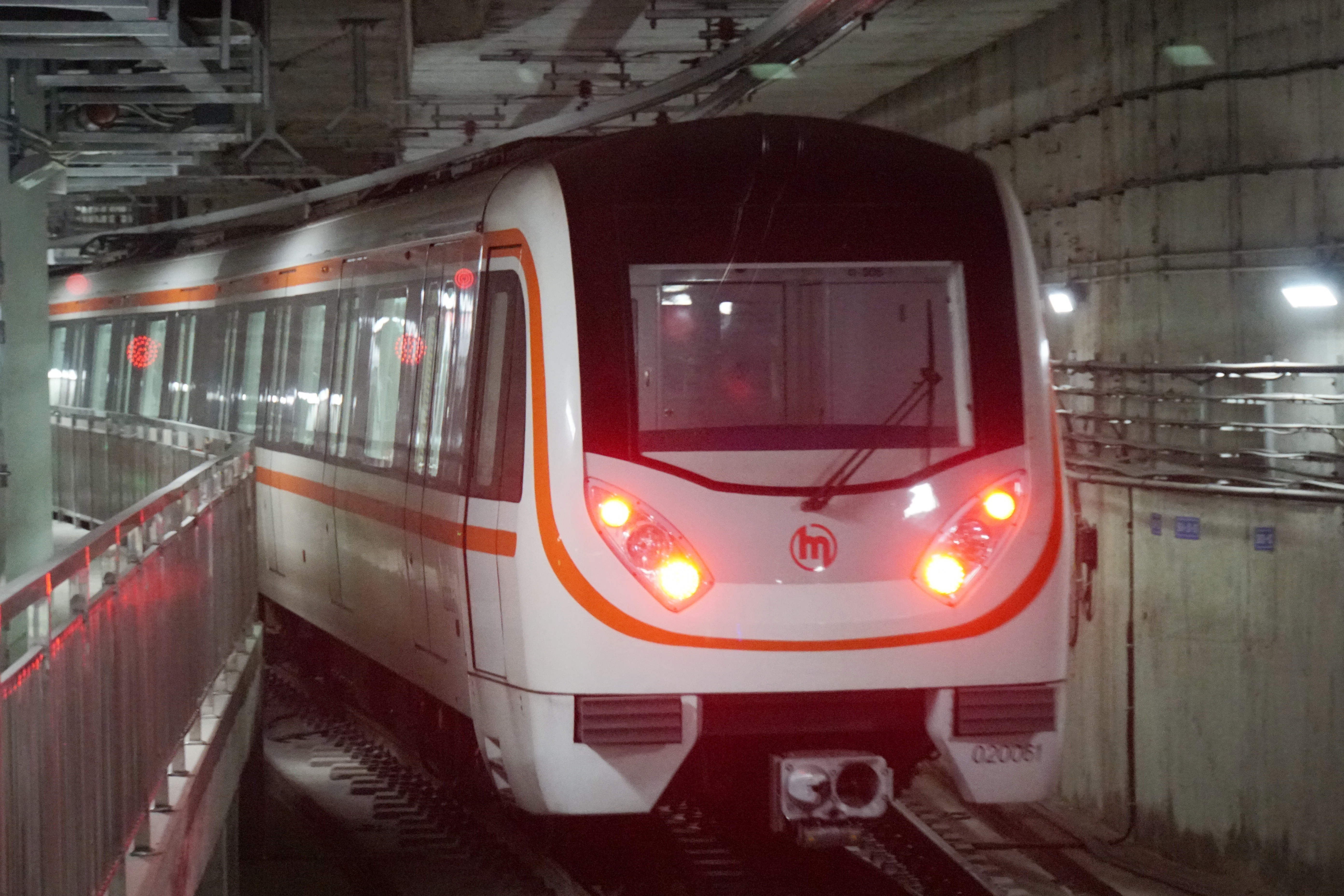
在古翠路站折返PM066型列车

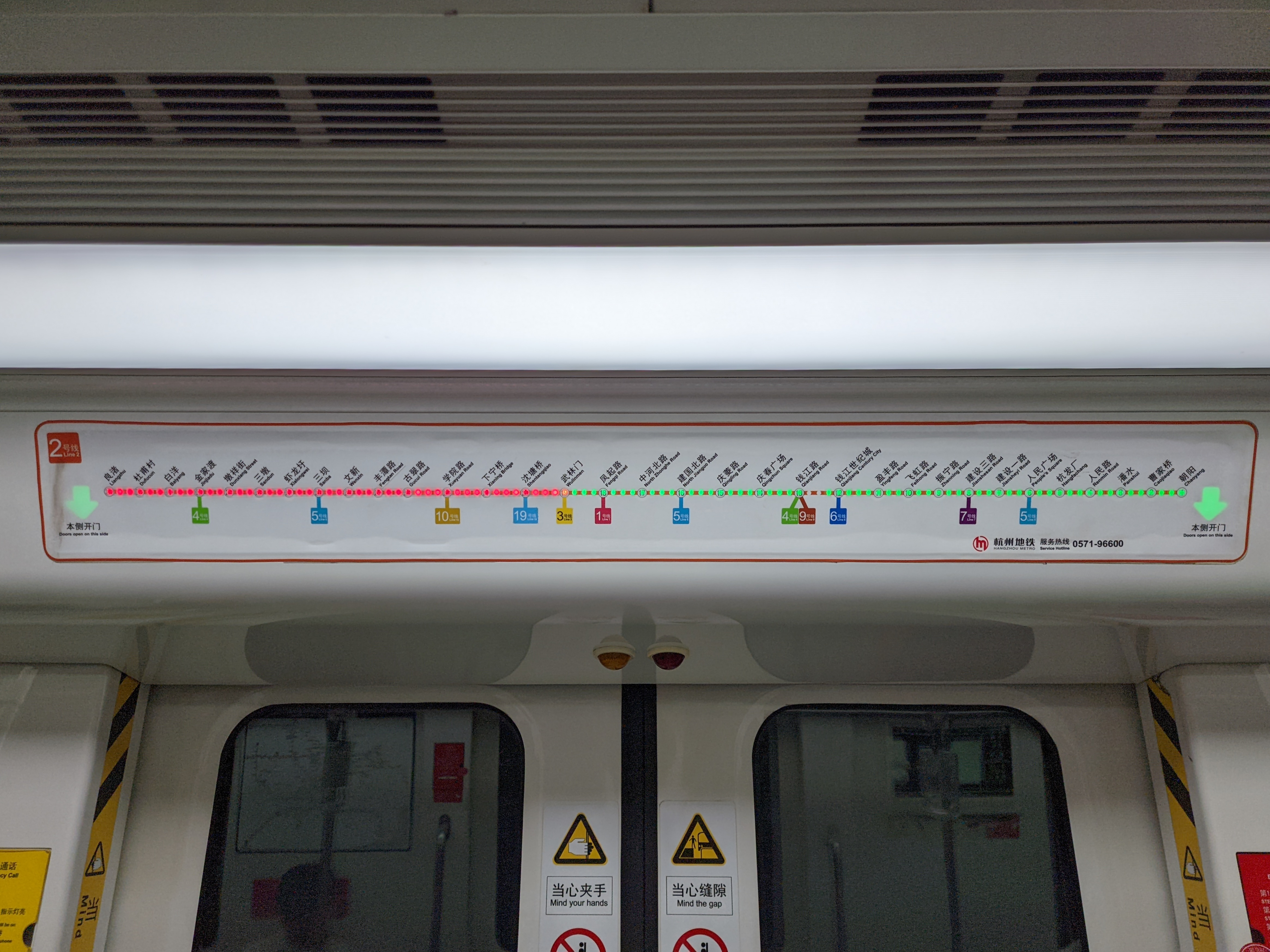
车门上方的LED闪灯点阵线路图

### 一期列车
- 厂商型号：杭州地铁PM066型地铁列车
- 车辆外观设计： 西班牙 LKS Diara 工业设计有限公司[31]
- 列车整体设计： 中国 南车南京浦镇车辆有限公司[32]
- 制造厂商：南车南京浦镇车辆有限公司，杭州南车城市轨道交通车辆有限公司[33]
- 制造年份：2013 ~ 2015
- 外观特征：列车采用鼓形车体设计，以黑、白、橙为主色调；侧边顶部和中部各有一条橙色的细色带，窗框周围则为黑色；车灯为熨斗形，且车头未设置LED方向幕。
- 车体材质：铝合金车体
- 列车编组：6节B2型编组（4M2T，Tc+Mp+M+M+Mp+Tc）
- 车体尺寸：长 19.52 m × 宽 2.88 m × 高 3.8 m
- 车门宽度：1.4 m
- 供电制式：架空接触网供电，DC 1500 V
- 最高运营速度：80 km/h
- 额定载客量：1436人
- 极限载客量：2034人
- 电气牵引系统：
  - 南车株洲电机制 YQ-190-8A 型鼠笼式三相异步交流牵引电动机（额定功率：190 kW，4×4台）
  - 株洲南车时代电气制 TGN-51J 型 IGBT-VVVF（1C2M2群方式控制，4组）
  - 株洲南车时代电气制 TGF-75A 型 IGBT-SIV（工频扩展供电方式，2台）
- 转向架：南车南京浦镇车辆制 PW-80E-Ⅱ 型无摇枕式空气弹簧转向架（6×2台）
- 车辆总数：PM066型共27列，合计162辆[34]：其中一期东南段分配15列，计90辆；一期西北段分配12列，计72辆。
- 设施特征：车头使用氙气灯照明。每节列车端部设置有站点信息屏，列车车门上方设置有LED闪灯点阵线路图（PM066型为85点位）

### 后续列车
- 厂商型号：杭州地铁PM098型地铁列车（二期列车），杭州地铁PM134型地铁列车（三期列车），杭州地铁PM138型地铁列车（一期增购列车）
- 车辆外观设计： 西班牙 LKS Diara 工业设计有限公司[31]
- 列车整体设计： 中国 中车南京浦镇车辆有限公司
- 制造厂商：中车南京浦镇车辆有限公司，杭州中车车辆有限公司
- 制造年份：PM098：2016 ~ 2017，PM134：2018，PM138：2019 ~ 2020
- 外观特征：列车采用鼓形车体设计，以黑、白、橙为主色调；侧边顶部和中部各有一条橙色的细色带，窗框周围则为黑色；车灯为熨斗形，且车头未设置LED方向幕。
- 车体材质：铝合金车体
- 列车编组：6节B2型编组（4M2T，Tc+Mp+M+M+Mp+Tc）
- 车体尺寸：长：19.52 m × 宽：2.88 m × 高：3.8 m
- 车门宽度：1.4 m
- 供电制式：架空接触网供电，DC 1500 V
- 最高运营速度：80 km/h
- 额定载客量：1436人
- 极限载客量：2034人
- 电气牵引系统：
  - 中车株洲电机制 YQ-190-8A 型鼠笼式三相异步交流牵引电动机（额定功率：190 kW，4×4台）
  - 株洲中车时代电气制 t Power-TN3 (UR1/JP11) 型 IGBT-VVVF（1C4M1群方式控制，4组）
  - 株洲中车时代电气制 TGF-75A 型 IGBT-SIV（工频扩展供电方式，2台）
- 转向架：中车南京浦镇车辆制 PW-80E-Ⅱ 型无摇枕式空气弹簧转向架（6×2台）
- 车辆总数：后续列车共39列，合计234辆：其中PM098型17列，计102辆；PM134型2列，计12辆[35][36]；PM138型20列，计120辆[37]。
- 设施特征：车头灯改用LED光源照明，每节列车车门上方均设有站点信息屏。2号线初期使用的线路图

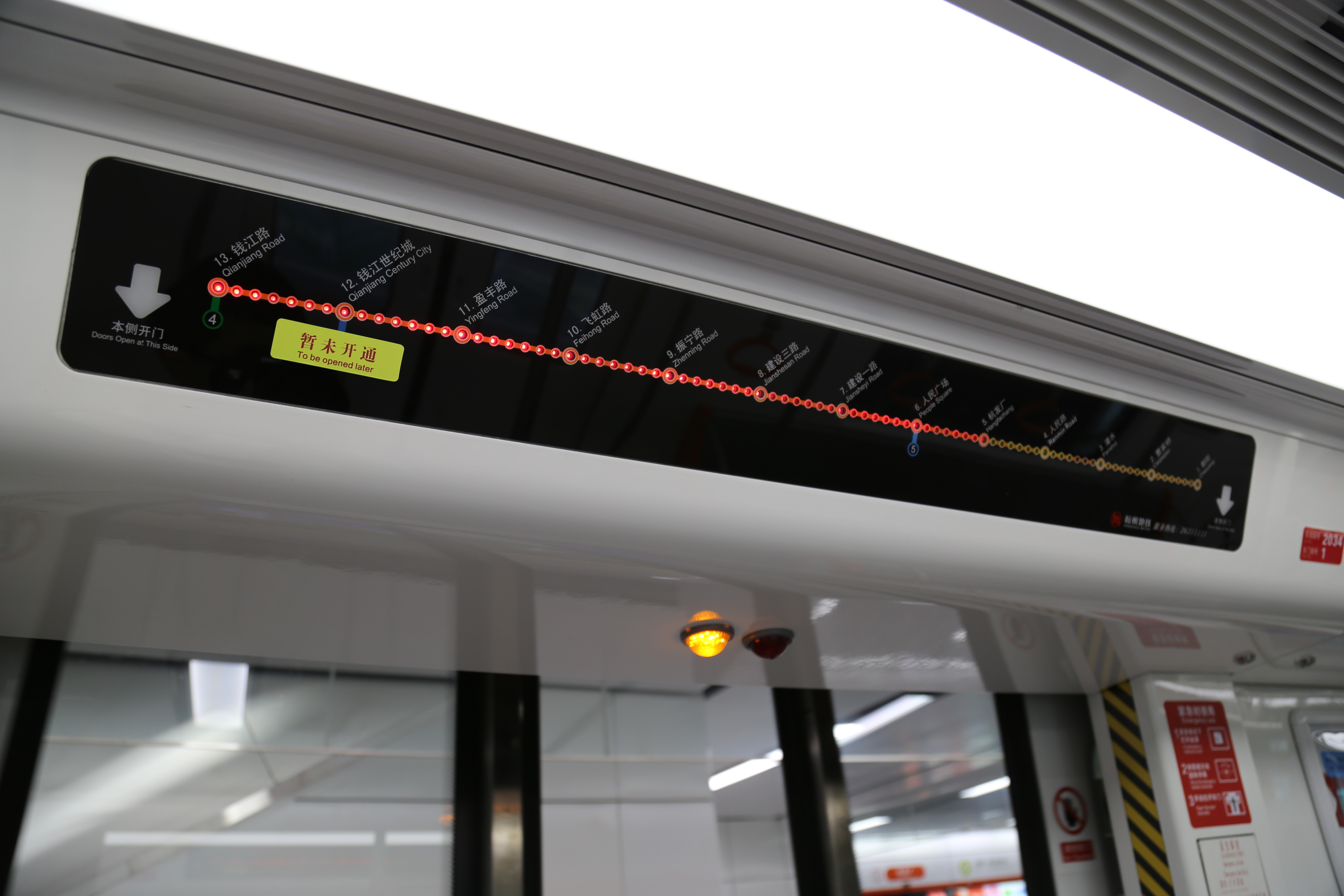
2号线初期使用的线路图

## 轶事
2号线最初试运营时，车门上方LED线路图采用的是黑色底板灰色字体且带有镜面反光的线路图，被大量乘客吐槽看不清楚。 2015年初，地铁集团陆续将站名表更换为带有橙色边框的白色，字为黑色，并在2020前的线路中全部采用。2024年下旬，线路图将逐步更换为更加准确、易懂的LCD数字化屏幕动态线路图。截止2025年7月仍未全部更换完成。

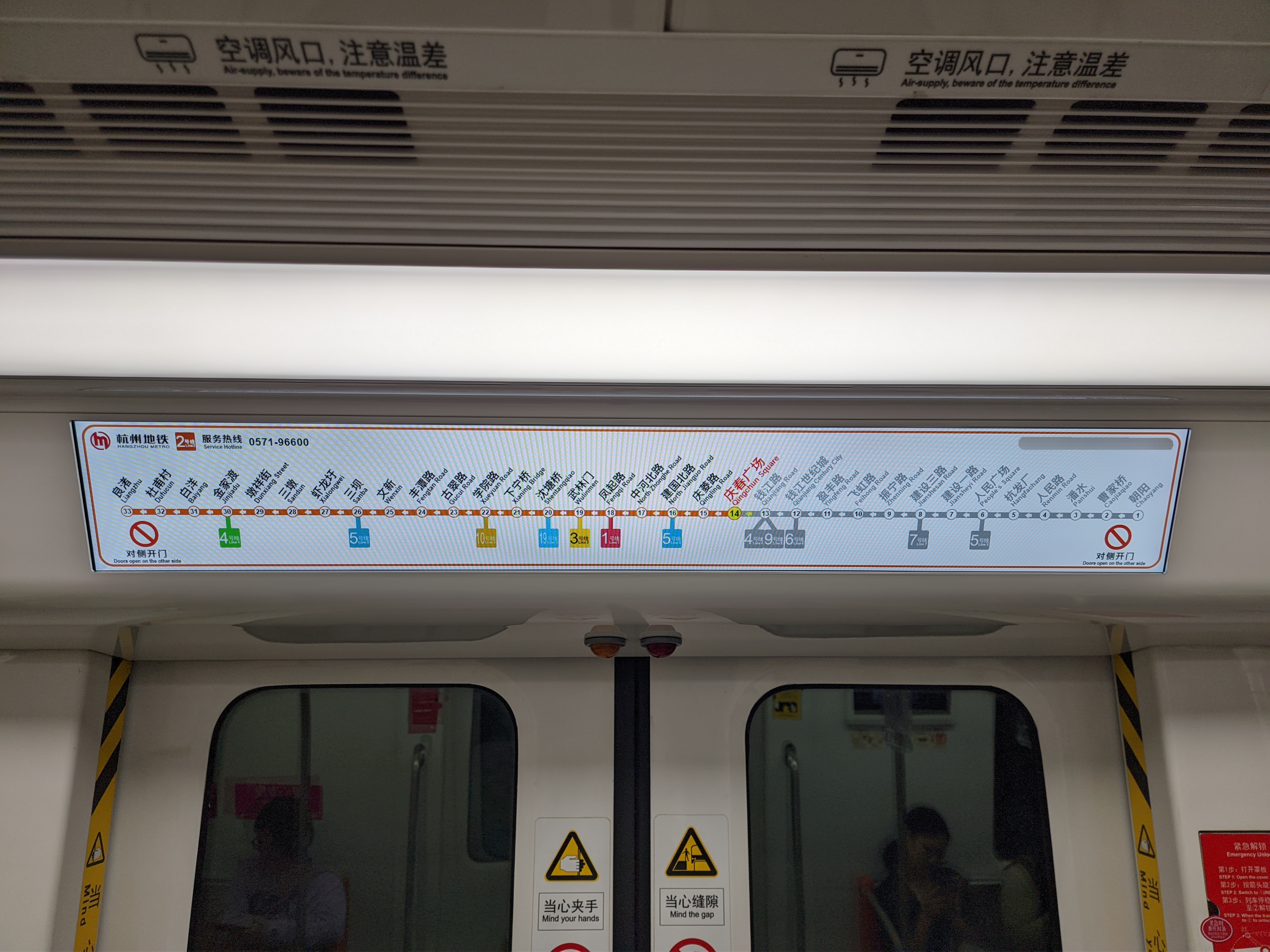
车门上方的LCD屏幕动态线路图